# 아로카

아로카의 위치

아로카(포르투갈어: Arouca)는 포르투갈 아베이루 현에 위치한 도시로 면적은 329.11km2, 인구는 22,359명(2011년 기준), 인구 밀도는 68명/km2이다.

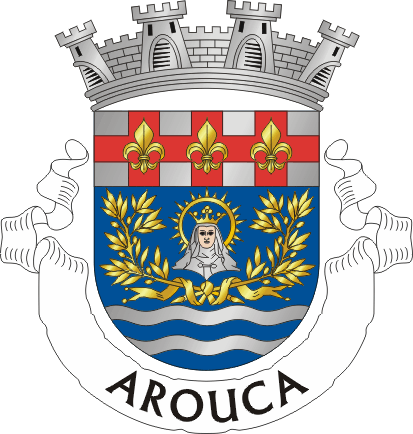
시 문장

## 인구
| 연도 | 인구   | ±%     |
| ---- | ------ | ------ |
| 1801 | 7,072  | —      |
| 1849 | 11,111 | +57.1% |
| 1900 | 16,671 | +50.0% |
| 1930 | 21,433 | +28.6% |
| 1960 | 26,378 | +23.1% |
| 1981 | 23,896 | −9.4%  |
| 1991 | 23,894 | −0.0%  |
| 2001 | 24,227 | +1.4%  |
| 2011 | 22,359 | −7.7%  |